# 31901 Amitscheer
31901 Amitscheer este un asteroid din centura principală de asteroizi.

## Descriere
31901 Amitscheer este un asteroid din centura principală de asteroizi. A fost descoperit pe 12 aprilie 2000 la Socorro, New Mexico, în cadrul proiectului LINEAR. Asteroidul prezintă o orbită caracterizată de o semiaxă mare de 2,30 ua, o excentricitate de 0,13 și o înclinație de 7,3° în raport cu ecliptica.